# Vision of the Seas
Vision of the Seas (укр. Бачення морів) — круїзне судно класу Vision, що перебуває у власності компанії «Royal Caribbean Cruises Ltd.» та експлуатується оператором «Royal Caribbean International». Ходить під прапором Багамських островів із портом приписки в Нассау.

## Історія судна
Судно було закладене 29 жовтня 1996 року на верфі «Chantiers de l’Atlantique» в Сен-Назері, Франція. Спуск на воду відбувся 1 вересня 1997 року. 15 квітня 1998 року судно здано в експлуатацію та передано на службу флоту компанії-замовника. 2 травня того ж року здійснило перший рейс. Протягом 1998—2002 років лайнер ходив під ліберійським прапором із портом приписки в Монровії.
Церемонія хрещення лайнера відбулася 26 квітня 1998 року в Осло, Норвегія. Перший рейс здійснений 2 травня з Осло по узбережжі Скандинавії. З часу введення в експлуатацію судно здійснило круїзи по атлантичному узбережжі Європи, у Середземномор'ї, Скандинавії, Балтії та  Карибському морі. За цими ж маршрутами судно працює і нині.